# Gare de Mégrine
La gare de Mégrine est une gare ferroviaire de la ligne de la banlieue sud de Tunis, située à Mégrine en Tunisie.

## Histoire
La halte de Mégrine est mise en service en 1882 par la Compagnie des chemins de fer Bône-Guelma, lorsqu'elle ouvre à l'exploitation la ligne Tunis - Hammam Lif. La construction de cette ligne provoque un conflit entre Giuseppe (Joseph) Mifsud, propriétaire du domaine de Mégrine, et ladite compagnie.

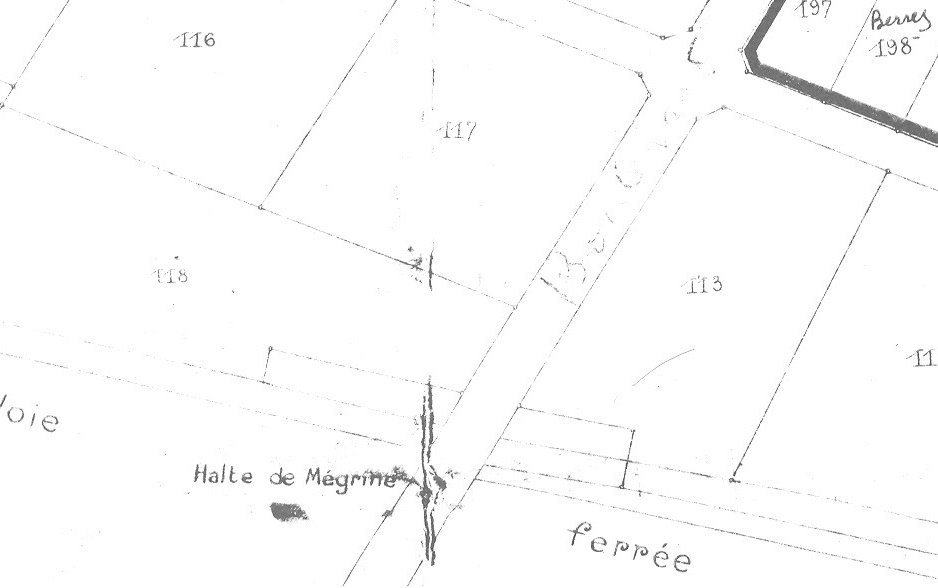
Détail du plan de Mégrine avec l'emplacement de la Halte de Mégrine.

L'allotissement du domaine dès 1925 et l'accroissement de la population conduisent, en 1930, à la construction d'une gare à environ 300 mètres de l'ancienne halte.
La ligne est actuellement exploitée par la Société nationale des chemins de fer tunisiens.

## Desserte
Mégrine est une gare de la ligne de la banlieue sud de Tunis desservie par des trains qui effectuent des liaisons entre les gares de Tunis et d'Erriadh.

## Patrimoine ferroviaire
L'ancienne gare de style néo-mauresque construite en 1930 a été démolie.
La gare est réaménagée dans le cadre des travaux d’électrification de la ligne.